# 후안 비스카이노
후안 비스카이노 모르시요(스페인어: Juan Vizcaíno Morcillo, 1966년 8월 6일, 카탈루냐 주 라 포블라 데 마푸메트 ~)는 스페인의 전직 축구 선수로, 주로 수비형 미드필더로 활약했다.
완성형 선수로 평가받던 그는 현역 시절에 주로 아틀레티코 마드리드에서 활동했다. 13시즌에 걸쳐, 그는 396번의 라 리가 경기에 출전해 33골을 넣었고, 사라고사와 바야돌리드 소속으로도 1부 리그 출전 경험이 있다.

## 클럽 경력
비스카이노는 카탈루냐 주 타라고나 도 라 포블라 데 마푸메트 출신으로, 고향 짐나스틱에서 축구를 시작했다. 그는 1982-83 시즌에 샤비에르 아스카르고르타 감독의 추천으로 17세가 되기도 전에 3부 리그에 속한 1군의 신고식을 치렀다.
1986년, 비스카이노는 3부 리그 무대에서 계속 활약하다가 사라고사로 이적했고, 처음에는 주로 2군에 출전했다. 그는 1988년 3월 9일, 세비야를 상대로 라 리가 첫 경기를 치렀고, 아라곤 연고 구단의 일원으로 떠나기 전까지 주전으로 활동했고, 수비적인 역할을 맡았는데도 불구하고 10골이나 기록했다.
1990-91 시즌, 비스카이노는 아틀레티코 마드리드로 이적해 처음 5년 중 4년을 주전으로 전 경기 개근했다. 6년차에는 최다 경기 출전 비골키퍼 선수로(41경기 출전, 3,136분 소화하며 3골 기록) 수도 연고 구단의 2관왕에 공헌했다.
2년의 인상적인 활약을 이어온 비스카이노는 바야돌리드로 이적했고, 2000-01 시즌에는 2부 리그 엘체를 거쳐 친정이었던 당시 2부 리그의 짐나스틱에서 35세가 거의 되어서 현역에서 은퇴했다. 그는 은퇴 후 타라고나에 남아 포블라 데 마푸메트 시의 체육 부서 시 공무원으로 근무하였다.
비스카이노는 2011-12 시즌에 아틀레티코로 복귀했는데, 그는 새로 취임한 그레고리오 만사노 감독의 수석 코치가 되었다.

## 국가대표팀 경력
비스카이노는 스페인 국가대표팀 경기에 15번 출전했는데, 첫 경기는 1991년 1월 16일, 카스테욘 데 라 플라나에서 1-1로 비긴 포르투갈과의 친선경기였다. 스페인은 유로 1992 본선행에 실패했는데, 하비에르 클레멘테 신임 감독이 취임하면서 그는 국가대표팀에서 더 이상 출전 기회를 잡지 못했다.

## 수상
아틀레티코 마드리드
- 라 리가: 1995–96
- 코파 델 레이: 1990–91, 1991–92, 1995–96